# Montes Carpatus
I Montes Carpatus sono una struttura geologica della superficie della Luna.

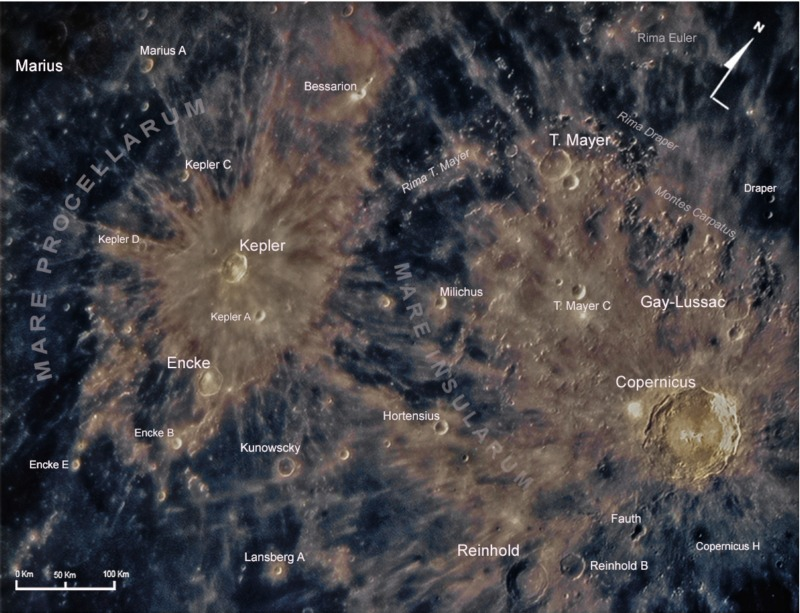
La regione della struttura con mineral postprocessing (VDVF) in acquisizione diurna

## Descrizione
Questa catena accidentata si estende generalmente da ovest a est. La sua estremità occidentale inizia vicino al cratere T. Mayer, con alcune basse creste che si incurvano verso nord in direzione del cratere Euler. All'estremità orientale si trova un'ampia fenditura dove il Mare Imbrium a nord incontra il Mare Insularum a sud. A est di questa lacuna, i Montes Apenninus, formano un'altra catena montuosa che curva verso nord-est.
La maggior parte di questa catena è costituita da una serie di picchi e alture, separati da valli che sono state penetrate da colate di lava. Nessuno dei picchi ha ricevuto un nome individuale, a meno che non si includa il Mons Vinogradov a ovest del cratere Euler. La superficie a nord del massiccio è quasi un mare lunare pianeggiante, interrotto solo da occasionali creste rugose o da piccoli crateri da impatto.
La regione a sud della catena è un po' più ruvida, anche se ancora coperta da colate di lava. A circa 100 chilometri a sud delle montagne si trova il noto cratere a raggiera Copernicus, i cui bastioni esterni irregolari si estendono quasi fino alle pendici della catena del Carpatus. Degno di nota è anche il cratere più piccolo Gay-Lussac, che si trova nella parte meridionale della catena.

## Storia vulcanica
Il Montes Carpatus contiene una varietà di forme vulcaniche: colate di lava, depositi piroclastici, rilles e altro. Le lave si formano quando il mantello inizia a fondere, quindi campionando rocce vulcaniche di varie età provenienti da regioni della Luna, gli scienziati possono ricostruire la gamma di composizioni e processi nel tempo. I Montes Carpatus si sono formati in seguito all'impatto gigante che ha formato il bacino Imbrium e le montagne sono in realtà il bordo rialzato del bacino stesso.